# 甲斐美和
甲斐 美和（かい みわ、1913年（大正2年）5月24日 - 2011年（平成23年）12月10日）は、戦前期の日本におけるピアニストであり、戦後はアメリカ合衆国において図書館司書として活躍した。甲斐 美和子（かい みわこ）とも称した。1995年 (平成7年) には日本政府から勲四等宝冠章が贈られた。

## ピアニストとして
1913年にアメリカ合衆国サンフランシスコで生まれる。祖父は同地で貿易商社甲斐商店を創業した甲斐織衛。幼少のころから踊りとピアノの才能が評判になる。9歳の時に日本に帰国し、東洋英和女学校に在籍。ピアノを川崎ヰデスと白系ロシア人のマキシム・シャピロに師事した。その後何度か渡米し、1927年にサンフランシスコで行われたピアノコンクールでベートーヴェン賞を受賞した。
1932年には日本で開催された第1回音楽コンクール（現在の日本音楽コンクール）ピアノ部門に出場し、大賞を受賞した。大賞は各部門の1位受賞者の中から卓越した者に与えるとされていたが、この賞が設定されていた第1回から第6回までのうち、受賞した者は甲斐のみとなっている。
1933年にニコライ・シフェルブラット指揮の新交響楽団演奏会でロベルト・シューマンのピアノ協奏曲イ短調作品54を日本初演し、好評を博す。1935年には同じくシフェルブラット指揮の新響演奏会でフランツ・リストのピアノ協奏曲第1番を演奏した。1937年、ポーランドのワルシャワで開催された第3回ショパン国際ピアノコンクールに、原智恵子と共に初の日本人として参加した。甲斐はワルシャワへの往復の途中でモスクワに立ち寄り、オペラや演奏会を鑑賞してロシアの芸術に感動したことを記している。その後、日米開戦直前に米国に渡った。これについて甲斐は次のように述べている。「9歳で帰国したが、生活は合わず、11歳で一人で渡米したのを皮切りに何度か日米を往復し、結局米国での生活を選んだ」。

## 司書として
1941年の太平洋戦争開戦時にサンフランシスコにいた甲斐は、翌1942年にユタ州のトパーズ戦争移住センター（日系人収容所）に送られた。1944年に知人の人類学者の尽力で収容所を出てニューヨークへ移り、コロンビア大学中央図書館にタイピストとして就職した。その後東亜図書館 (現コロンビア大学C・V・スター東アジア図書館) 日本語図書セクションで目録作成に携わり、1945年にセクション責任者となる。
東亜図書館の日本語蔵書は、角田柳作の尽力で収集されたコレクションが核となっている。甲斐は1945年に戦争が終わると同僚のP.ヤンポルスキーと共にワシントンの議会図書館へ出向き、占領軍が日本から運んだ書籍の整理に携わり、重複した資料数千冊を譲り受けてコロンビア大学の蔵書に加えた。また日本の国立国会図書館や早稲田大学図書館などからの研修生を受け入れ、彼らを支援した。彼女は日本語コレクションの充実のために精力的に働き、それはコロンビア大学だけでなく、日本研究を行っている北米の図書館員と研究者に大きな影響を与えた。1983年70歳で定年退職したときには、甲斐の功績を称えた記念プレートが東亜図書館入口に貼られ、記念の桜が植樹された。甲斐はその後も2011年に亡くなるまで東亜図書館に通い、アジアと中東研究に関する書誌的支援に関わり、種々の目録作成に精力的に取り組んだ。彼女の最後の仕事は、東亜図書館日本語コレクション構築の歴史記録編纂であった。
C・V・スター東アジア図書館の閲覧室には甲斐を記念したコーナーが設けられ、甲斐が利用したトパーズ収容所の日本語図書館の看板、甲斐に贈られた勲四等宝冠章などが展示されている。また甲斐の遺族は東亜図書館の日本語コレクションを支援する「甲斐美和基金」 (Miwa Kai Fund) を設置した。東亜図書館協会 (Council on East Asian Libraries: CEAL) 機関誌『東アジア図書館雑誌』 (Journal of East Asian Libraries) 154号 (2012) には、ドナルド・キーン、大滝則忠ら縁のあった人々からの追悼文が掲載されている。

## 著作
コロンビア大学図書館の目録に挙げられている著作一覧
- Political chronorlgy of Japan, 1885-1957. New York : Reproduced for private distribution by the East Asian Institute of Columbia University, 1957
- Say it in Japanese. New York : Dover Publications, [1983], ©1983
- The David Eugene Smith Collection of Works in Japanese on Japanese mathematics. New York : Rare Book and Manuscript Library, Columbia University, 1986
- The David Eugene Smith Collection of works in Chinese on mathematics and other subjects. New York : Rare Book and Manuscript Library, Columbia University, 1989
- Japanese Woodblock Printed Books and other Unique Japanese Materials at Columbia University. New York : [Miwa Kai], 1996